# Culicoides freeborni
Culicoides freeborni är en tvåvingeart som beskrevs av Wirth och Blanton 1969. Culicoides freeborni ingår i släktet Culicoides och familjen svidknott. Inga underarter finns listade i Catalogue of Life.